# Хет Лоо
Хет Лоо (нидерл. Paleis Het Loo [ətˈloː]) — летний дворец нидерландской королевской фамилии в Апелдорне. Построен по заказу штатгальтера Нидерландов Вильгельма III Оранского в 1680-х годах. Внешний вид и убранство дворца нарочито скромные. Вокруг разбит парк «регулярного стиля», проект Даниэля Маро Старшего.
Вначале здесь стоял охотничий домик герцогов Гелдернских. В ноябре 1684 года принц Вильгельм Оранский приобрёл имение Хет Лоо с намерением построить здесь роскошную резиденцию. 5 апреля 1685 года был заключен первый контракт, и к сентябрю того же года была выполнена каменная кладка средней секции. В 1685 году декоративные росписи дворца выполнял Герард де Лересс. В 1686 году были добавлены крылья дворца, связанные с основным корпусом двумя колоннадами, разбиты сады вокруг стен дворца.
В правление Вильгельма вплоть до его смерти в 1702 году интерьер и художественное оформление дворца снаружи подвергались повторным изменениям и приукрашиваниям. В 1689 году Вильгельм стал королём Англии, и это повлекло расширение дворца Хет Лоо. Между 1691 и 1694 годами колоннады были заменены четырьмя павильонами, в которых расположились новые королевские апартаменты, новая столовая, длинная галерея и капелла. После смерти короля дворец был унаследован Виллемом IV (1711—1751), который, как и его сын, Виллем V (1748—1806) использовали дворец как свою летнюю резиденцию.
В 1960 году королева Вильгельмина объявила, что после её смерти дворец должен перейти в собственность государства, что и было выполнено в 1962 году, после того как королева умерла во дворце Хет Лоо. Теперь, после полного восстановления, дворец вмещает национальный музей и библиотеку, посвящённые Оранскому дому. Здесь также находится музей канцелярии приказов королевства Нидерланды (Museum van de Kanselarij der Nederlandse Orden).